# Faro di Bamburgh
Il faro di Bamburgh (Bamburgh lighthouse, in inglese) si trova sulla scogliera di Black Rock Point circa 1,6 chilometri a nord-est di Bamburgh, sulla costa del Northumberland, in Inghilterra. 
Il piccolo faro di Bamburgh, è stato costruito nel 1910 per fornire un punto di riferimento ai natanti di passaggio così come a quelli che frequentano le acque intorno a Farne Island; l'aspetto attuale del faro risale al 1975.
Tra i fari sulla terraferma, è il più settentrionale dell'Inghilterra. La sua gestione è affidata a Trinity House, l'Autorità britannica per i fari. La manutenzione è eseguita da un operatore locale, ma il faro è monitorato costantemente dal centro di controllo di Trinity House ad Harwich, nell'Essex.

## Storia
Prima della costruzione del faro, la segnalazione era affidata ad un sistema di campane e cannoni situati nel Castello di Bamburgh.
Nel 1910 venne costruito il primo faro, costituito da una torre metallica a struttura aperta (skeletal tower, in inglese) sopra un piccolo edificio di servizio a pianta quadrata. Sin dalla sua costruzione il faro non è mai stato presidiato, pertanto non ci sono locali per l'alloggio dei guardiani. Nel 1975, nell'ambito di lavori di manutenzione straordinaria ed aggiornamento tecnico, la torre in ferro è stata rimossa e la lanterna è stata spostata direttamente sul tetto dell'edificio di servizio.